# Мирабела Еклано
Мирабела Еклано (итал. Mirabella Eclano) је насеље у Италији у округу Авелино, региону Кампанија.
Према процени из 2011. у насељу је живело 2375 становника. Насеље се налази на надморској висини од 388 м.

## Становништво
Према резултатима пописа становништва 2011. у општини је живело 7.904 становника.
| 1951.  | 1961. | 1971. | 1981. | 1991. | 2001. | 2011. |
| ------ | ----- | ----- | ----- | ----- | ----- | ----- |
| 10.080 | 8.808 | 8.699 | 8.029 | 8.477 | 8.272 | 7.904 |

## Партнерски градови
- Берналда